# Numerele de înmatriculare auto în România

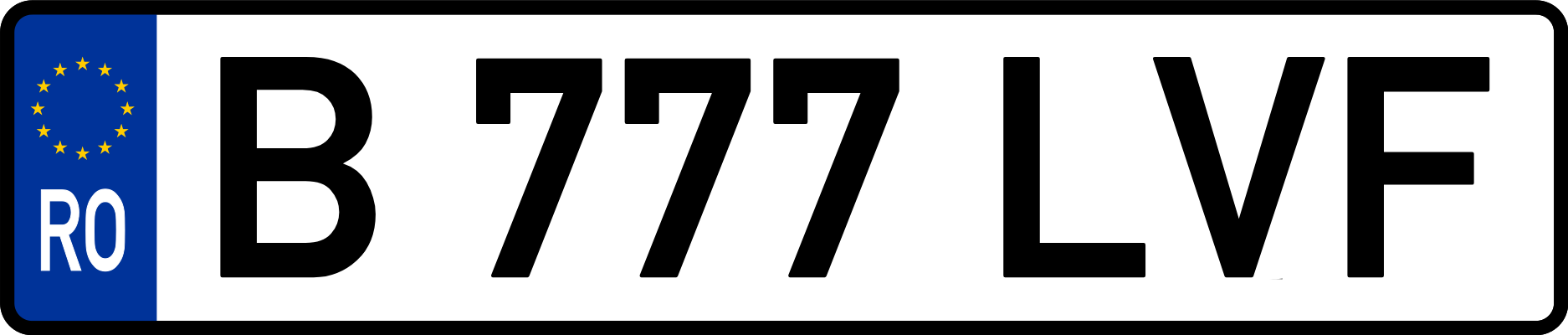
Numerele de înmatriculare după 2007

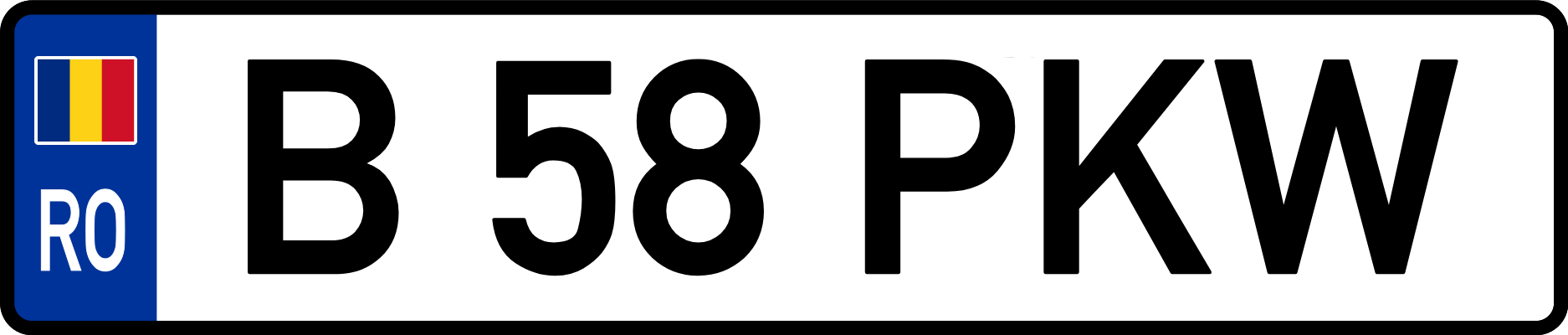
Numerele de înmatriculare înainte de 2007

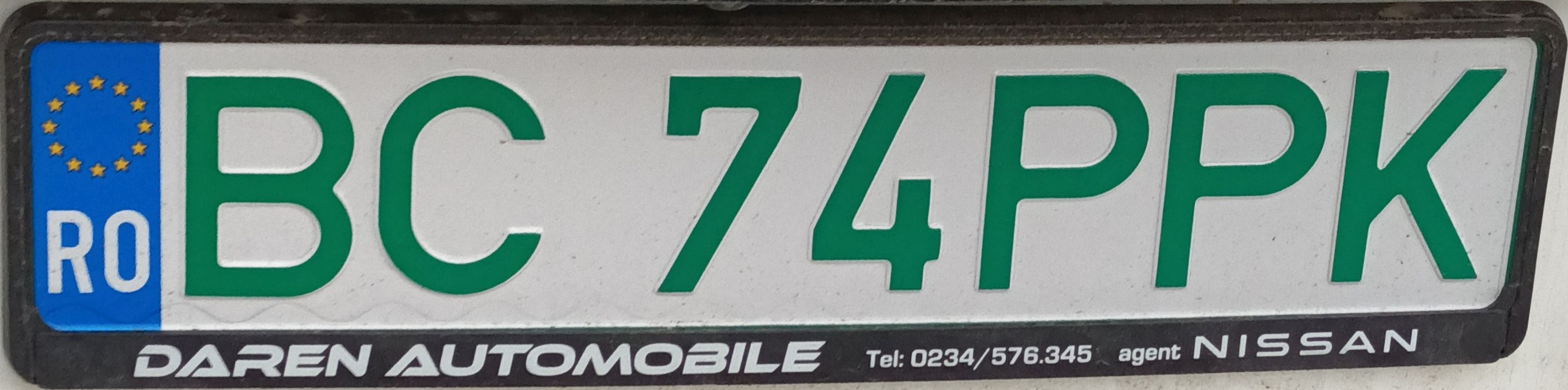
Numere de înmatriculare verzi

Numerele de înmatriculare auto în România sunt formate dintr-o suprafață albă, cu scris negru
în formatul CC 12 ABC, unde CC reprezintă codul județului, 12 reprezintă o combinație de două cifre (în București poate fi o combinație de trei cifre), și ABC este un grup de trei litere din alfabetul latin. Dupa 9 mai 2007, în partea stângă a plăcii este prezent codul țării (RO). Între 1992 și 2007, banda verticală albastră utiliza drapelul României, după 9 mai 2007 se utilizează banda europeană standard (cele 12 stele ale Uniunii Europene).
Din data de 28 aprilie 2022, se acordă litere și cifre de culoare verde pentru vehiculele pur electrice sau cu pilă de combustie cu hidrogen. Acestea trebuie solicitate în mod expres, în caz contrar, plăcuțele eliberate vor avea litere și cifre de culoare neagră.
În cazul vânzării unui autovehicul, numărul de înmatriculare și plăcuțele sunt transferate automat, fără plată, noului proprietar, dacă acesta are domiciliul sau sediul în același județ. Plăcuțele de înmatriculare trebuie să fie returnate în cazul în care mașina este fie vândută fie casată.

## Reglementări
Plăcuțele de înmatriculare sunt obligatorii atât pe față (cu excepția motocicletelor), cât și pe spatele vehiculelor. Plăcuțele trebuie să aibă vopsea reflectorizantă, să fie păstrate curate și complet vizibile tot timpul.
Cifrele și litierele de pe plăcuțele de înmatriculare standard sunt atribuite în mod aleatoriu de către Direcția Regim Permise de Conducere și Înmatriculare a Vehiculelor (DRPCIV) cu excepția cazului în care se platește o taxă de personalizare. Personalizarea este limitată la alegerea cifrelor și grupului de litere, cu condiția ca combinația aleasă să nu fie deja atribuită. 
Pentru combinațiile de litere:
- Litera Q nu poate fi folosită, deoarece poate fi confundată cu litera O;
- Nu pot începe cu I sau O, deoarece pot fi confundate cu cifrele 1 sau 0  (Până în 1999, aceste litere nu erau folosite deloc);
- Nu sunt permise combinațiile precum III sau OOO.
- Sunt blocate combinații obscene sau cele refuzate în mod repetat de cetățeni (BOT, BOY etc.). Combinațiile obscene pot fi încă utilizate dacă au fost emise înainte ca combinația să fie blocată.
- Mai multe combinații de litere au fost rezervate pentru utilizarea specială și nu pot fi alocate mașinilor obișnuite: POL (Poliția Română), DEP (Camera Deputaților), SNT (Senatul României), SRI (Serviciul Român de Informații), GUV (Guvernul României). Acestea pot fi folosite cu acceptul entității care a solicitat restricționarea.[2][3]

### Dimensiune

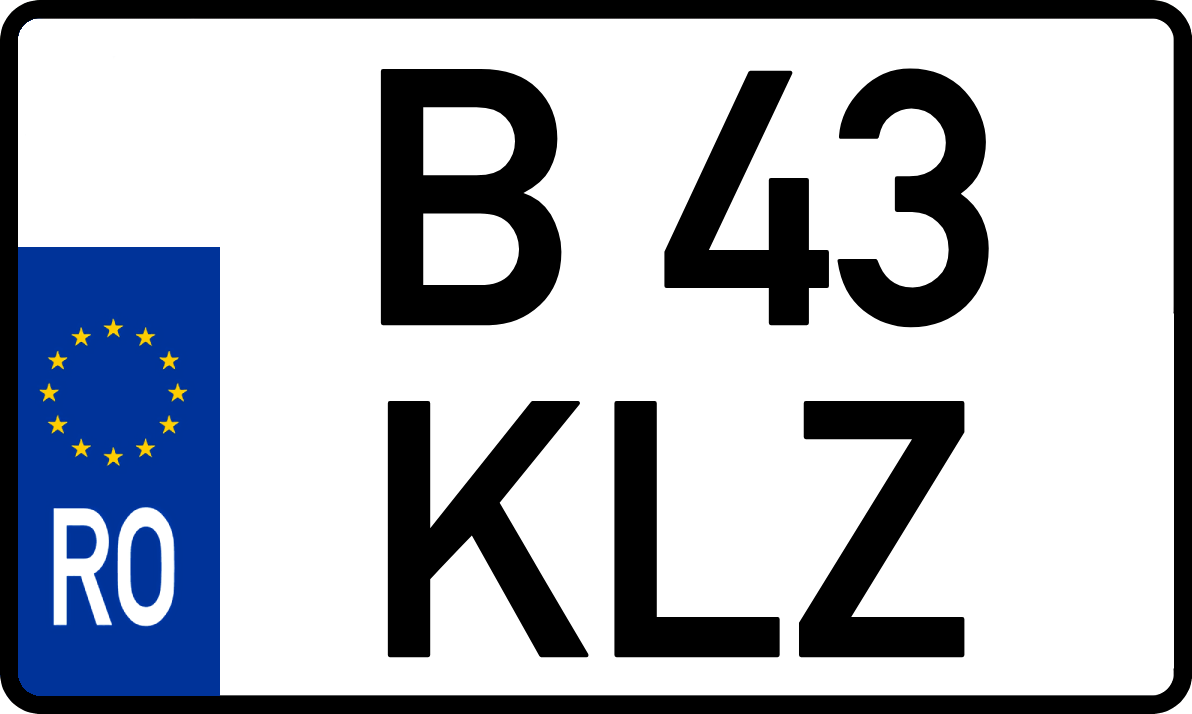

Există 3 tipuri de mărimi pentru plăcuțele de înmatriculare:
- Tip A ( 110 x 520 mm) folosită pentru toate autovehiculele;
- Tip B ( 200 x 340 mm) folosit pentru partea din spate a remorcilor sau a vehiculelor 4 x 4, dacă au un astfel de spațiu prevăzut
- Tip C ( 130 x 240 mm) folosit doar pentru motociclete.

Fontul folosit pe plăcuțe este DIN 1451.

### Taxe
Taxele pentru plăcuțe cu număr de înmatriculare:
- 20 lei/ placă tip A
- 23 lei/ placă tip B
- 17 lei / placă tip C
- 45 lei / atribuire număr preferențial
- 30 lei / păstrare număr înainte de înstrăinarea vehiculului

### Structură
Combinația numerelor de înmatriculare este de tipul JJ NNN LLL, unde:
- JJ reprezintă codul județului, după cum urmează: B, AB, AG, AR, BC, BH, BN, BR, BT, BV, BZ, CJ, CL, CS, CT, CV, DB, DJ, GJ, GL, GR, HD, HR, IF, IL, IS, MH, MM, MS, NT, OT, PH, SB, SJ, SM, SV, TL, TM, TR, VL, VN, VS;
- NN sau NNN reprezintă combinația de cifre (de la 01 la 99 pentru județe, respectiv de la 100 la 999 pentru municipiul București);
- LLL reprezintă combinația de litere (combinațiile nu pot începe cu literele I sau O, deoarece pot fi confundate cu cifrele 1 sau 0, iar litera Q nu poate fi utilizată într-o combinație; de asemenea, combinațiile III sau OOO sunt interzise).

### Codurile județelor

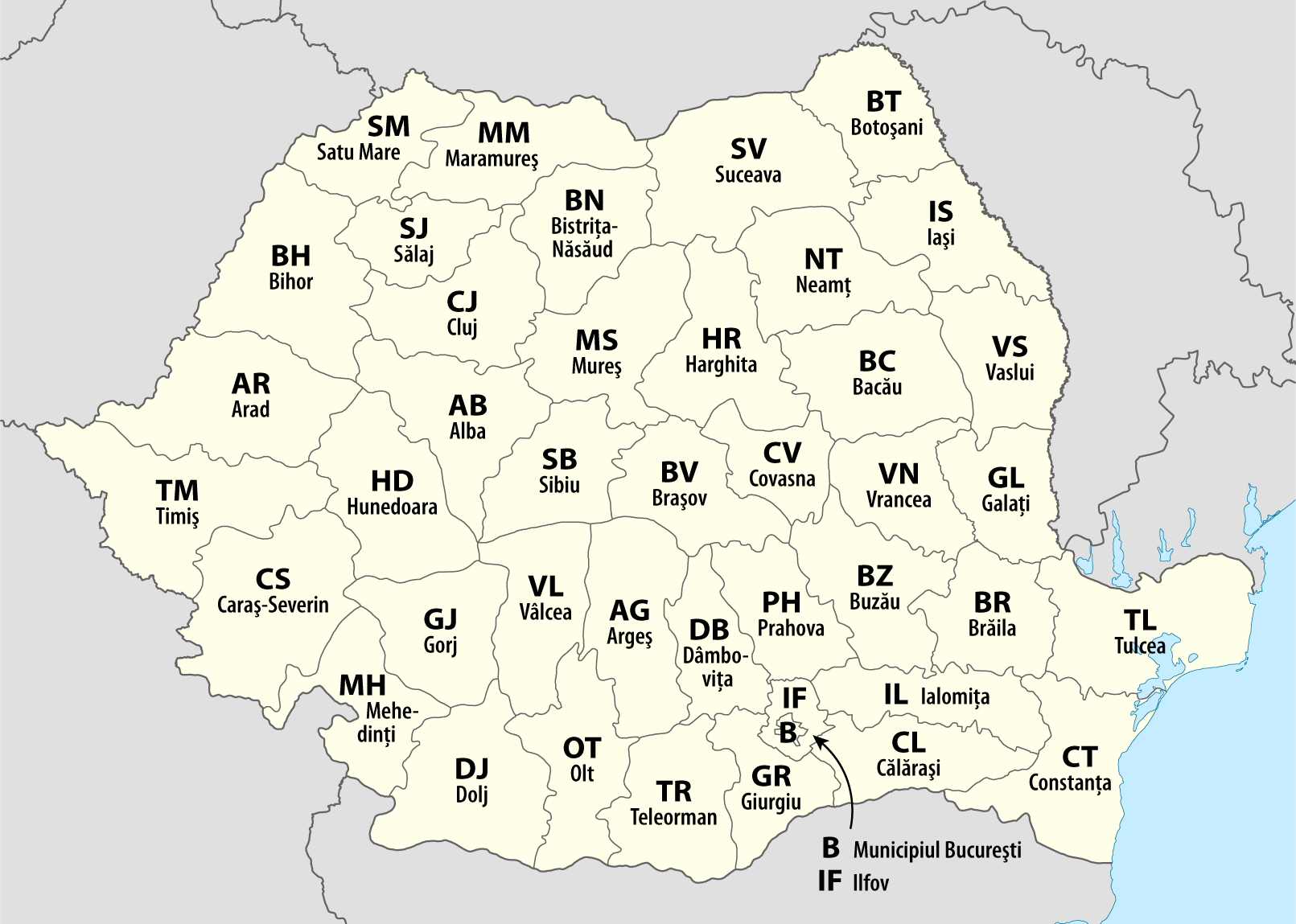
Codurile județelor din România

Lista județelor din România:
| Indicativ auto | Județul/Municipiul      |
| -------------- | ----------------------- |
| B              | Municipiul București    |
| AB             | Județul Alba            |
| AG             | Județul Argeș           |
| AR             | Județul Arad            |
| BC             | Județul Bacău           |
| BH             | Județul Bihor           |
| BN             | Județul Bistrița-Năsăud |
| BR             | Județul Brăila          |
| BT             | Județul Botoșani        |
| BV             | Județul Brașov          |
| BZ             | Județul Buzău           |
| CJ             | Județul Cluj            |
| CL             | Județul Călărași        |
| CS             | Județul Caraș-Severin   |
| CT             | Județul Constanța       |
| CV             | Județul Covasna         |
| DB             | Județul Dâmbovița       |
| DJ             | Județul Dolj            |
| GJ             | Județul Gorj            |
| GL             | Județul Galați          |
| GR             | Județul Giurgiu         |
| HD             | Județul Hunedoara       |
| HR             | Județul Harghita        |
| IF             | Județul Ilfov           |
| IL             | Județul Ialomița        |
| IS             | Județul Iași            |
| MH             | Județul Mehedinți       |
| MM             | Județul Maramureș       |
| MS             | Județul Mureș           |
| NT             | Județul Neamț           |
| OT             | Județul Olt             |
| PH             | Județul Prahova         |
| SB             | Județul Sibiu           |
| SJ             | Județul Sălaj           |
| SM             | Județul Satu Mare       |
| SV             | Județul Suceava         |
| TL             | Județul Tulcea          |
| TM             | Județul Timiș           |
| TR             | Județul Teleorman       |
| VL             | Județul Vâlcea          |
| VN             | Județul Vrancea         |
| VS             | Județul Vaslui          |

## Alte formate de plăcuțe de înmatriculare

### Numerele de temporare pe termen scurt

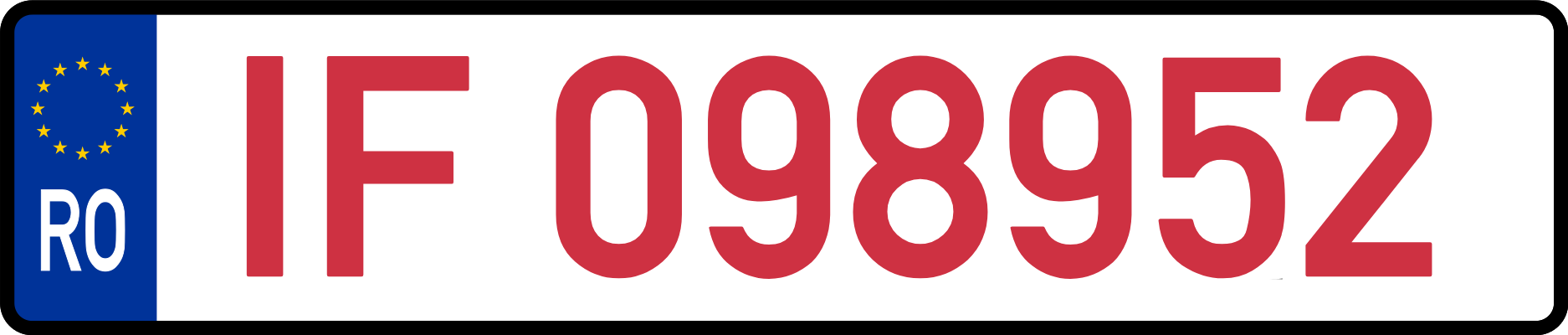
Numerele temporare pe termen scurt

Numerele temporare pe termen scurt sau numere roșii constă în banda europeană, urmată de codul județului și trei până la șase cifre. Întotdeauna prima cifră este zero, iar a doua cifră este non-zero. Textul din afara benzii europene este cu text roșu.
Aceste plăcuțe sunt valabile timp de maximum 30 de zile și pot fi reemise pentru o perioadă continuă cumulată de cel mult 90 de zile. Ele pot fi utilizate pentru orice vehicul, indiferent de starea sa tehnică demnă de drum și au fost concepute ca o rezervă pentru orice caz în care ar fi imposibil ca unui vehicul să i se elibereze plăcuțe normale.

### Numere temporare pe termen lung

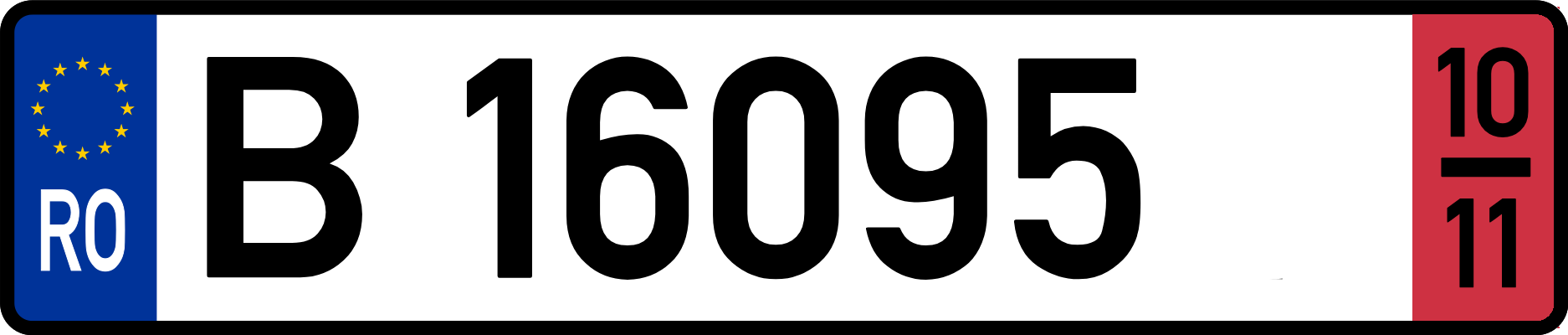
Numerele temporare pe termen lung

Numerele temporare pe termen lung sunt similare cu cele pe termen scurt, dar utilizează o inscripție neagră în loc de roșu și numărul nu începe niciodată cu zero, în plus, în partea dreaptă există o bandă roșie care conține data de sfârșit a valabilității plăcii în format AA/LL.
Acest tip de este folosit cel mai des pentru cetătenii străini care au reședința temporară in România și pentru mașinile care intră sub rezerva unui contract de leasing.

### Organizații speciale

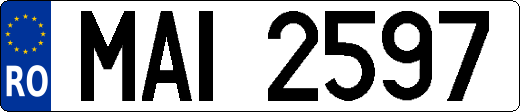
Numerele MAI (Ministerul Afacerilor Interne)

Armata României și Ministrul Afacerilor Interne au voie să elibereze plăcuțe într-un format special care nu intră sub reglementările normale. Formatul, dimensiunea și stilul sunt decise de fiecare organizație prin regulamente interne.
Armata folosește plăcuțe fără bandă europeană (Reglamentările lor sunt anterioare regulamentului din 1992 care o impune), cu litera A urmată de trei până la 7 cifre. Plăcuțele militare emise mai recent (din 2002) pot include banda europeană.
Ministerul Afacerilor Interne încep cu MAI și se văd de obicei pe mașinile aparținând Jandarmeriei, Poliției Române, unităților de intervenție în situații de urgență și a unor ambulanțe SMURD. Nu se eliberează plăcuțe MAI mașinilor folosite de polițiștii locali angajați la primărie.

### Numere administrației locale
Plăcuțele cu fundal galben sunt eliberate de autoritățile locale precum primăriile pentru înmatricularea anumitor vehicule, precum vehicule de utilizare publică, camioane de gunoi, vehicule de transport.
Formatul plăcuțelor nu este standardizat în toate administrațiile (Cluj-Napoca folosește o plăcuță albă cu literele CJ-N urmate de trei cifre).
Stema sau inițialele orașului sau satului sunt adesea folosite în stânga, urmat de un număr fix de cifre (de la patru la șase, același număr de cifre pentru întreaga autoritate emitentă).

### Numere diplomatice

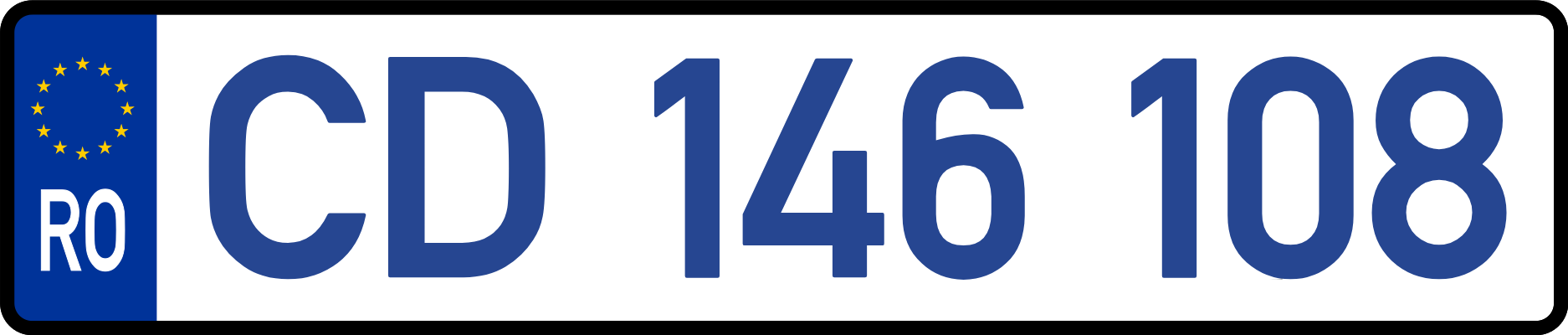
Numerele diplomatice CD (Corp Diplomatic)

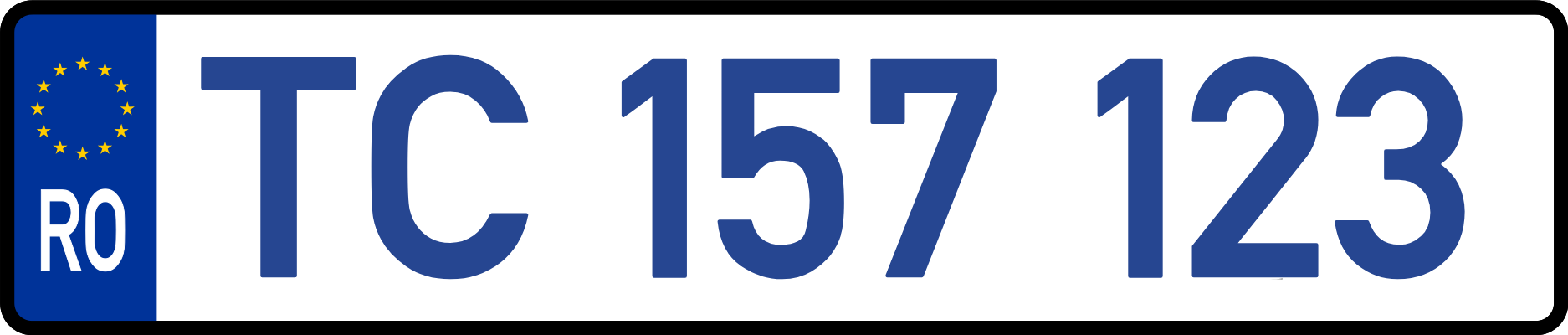
Numerele diplomatice TC (Transport Consular)

Numerele diplomatice conțin o bandă europeană urmată de textul albastru. Textul este format dintr-un cod care poate fi CD (Corpul diplomatic), TC (Transport consular) sau CO (Consulat onorific), urmat de 6 cifre.
Primele trei cifre reprezintă țara sau organizația internațională.
Acest tip de plăcuță de înmatriculare este eliberat exclusiv diplomaților, iar mașinile care au astfel de plăcuțe se bucură de imunitate diplomatică. Inițial, țările sau organizațiile au primit coduri în ordinea lor alfabetică, dar unele țări, cum ar fi Statele Unite sau Rusia, au primit mai mult de un cod, deoarece au depășit 899 de mașini înmatriculate.
| Cod | Țara                         |
| --- | ---------------------------- |
| 101 | Afganistan                   |
| 102 | Albania                      |
| 103 | Algeria                      |
| 104 | Argentina                    |
| 105 | Austria                      |
| 106 | Belgia                       |
| 107 | Brazilia                     |
| 108 | Bulgaria                     |
| 109 | Cambodgia                    |
| 110 | Canada                       |
| 111 | Cehia                        |
| 112 | Chile                        |
| 113 | China                        |
| 114 | Cipru                        |
| 115 | Republica Democratică Congo  |
| 116 | Coreea de Sud                |
| 122 | Egipt                        |
| 123 | Elveția                      |
| 124 | Etiopia                      |
| 125 | Finlanda                     |
| 126 | Franța                       |
| 127 | Germania                     |
| 128 | Grecia                       |
| 130 | India                        |
| 131 | Indonezia                    |
| 134 | Iran                         |
| 136 | Italia                       |
| 138 | Japonia                      |
| 141 | Libia                        |
| 142 | Malaysia                     |
| 146 | Moldova                      |
| 150 | Olanda                       |
| 152 | Pakistan                     |
| 154 | Polonia                      |
| 155 | Portugalia                   |
| 156 | Rusia                        |
| 157 | Statele Unite                |
| 159 | Siria                        |
| 165 | Tunisia                      |
| 166 | Turcia                       |
| 167 | Ucraina                      |
| 168 | Ungaria                      |
| 170 | Venezuela                    |
| 183 | Organizația Națiunilor Unite |
| 189 | Belarus                      |
| 191 | Peru                         |
| 193 | Qatar                        |
| 205 | Croația                      |
| 206 | Azerbaidjan                  |
| 207 | Marea Britanie               |
| 210 | Arabia Saudită               |
| 211 | Statele Unite                |
| 214 | Irlanda                      |
| 216 | Georgia                      |
| 217 | Emiratele Arabe Unite        |
| 220 | Kuwait                       |
| 222 | Armenia                      |
| 223 | Slovenia                     |
| 226 | Turkmenistan                 |
| 234 | Estonia                      |